# Giorgio Tononi
Giorgio Tononi (Trento, 31 agosto 1932 – Trento, 13 aprile 2013) è stato un politico italiano, sindaco di Trento dal 1975 al 1983 e presidente del Consiglio regionale del Trentino-Alto Adige fra il 1988 e il 1989.

## Biografia

### Carriera
Dirigente dell'azienda per il turismo, è stato eletto sindaco di Trento con la Democrazia Cristiana il 14 gennaio 1975 e il 24 luglio 1980. Nel 1983 si è dimesso per candidarsi al Senato. In quegli otto anni ha guidato nove diverse giunte. Nel 1978 fece chiudere la SLOI dopo che dalla fabbrica si sviluppò una nube tossica.
Tononi non fu eletto al Senato ma sempre nel 1983 fu eletto al Consiglio della Provincia autonoma di Trento, diventando quindi anche membro del Consiglio regionale del Trentino-Alto Adige, e fu rieletto nel 1988, rimanendo in carica fino al 1993 (IX e X legislatura). Dal 13 dicembre 1988 al 12 aprile 1989 è stato presidente del consiglio regionale.
Nel 2005 è stato eletto presidente della Croce Rossa regionale.

### Famiglia
Sposato, ha avuto tre figli: Giulio, professore di psichiatria alla Università del Wisconsin-Madison; Massimo, manager e politico, sottosegretario all'economia nel Governo Prodi II e Marcello.